# Pidlisne (rejon tarnopolski)
Pidlisne (ukr. Підлісне; do 1964 roku Szumlany) – wieś na Ukrainie, w obwodzie tarnopolskim, w rejonie tarnopolskim (do 2020 brzeżańskim), nad Złotą Lipą. W 2001 roku liczyła 294 mieszkańców.

## Historia
Do I rozbioru Polski w Koronie Królestwa Polskiego. Do 1918 r. w Królestwie Galicji i Lodomerii. Do 1939 r. w II Rzeczypospolitej, w Gminie Buszcze, powiecie brzeżańskim, województwie tarnopolskim.